# 卡松戈
卡松戈是剛果民主共和國馬涅馬省的小鎮，位於盧阿拉巴河畔，海拔666米，人口約63,000。由於連接卡松戈和首府金杜長約150英哩的公路簡陋，來往兩地車程需時2天。

## 外部連結
- Details of traditional kingdom leadership, including in Kasongo area（页面存档备份，存于）

04°27′S 26°39′E / 4.450°S 26.650°E